# Lijst van alumni en medewerkers van St John's College

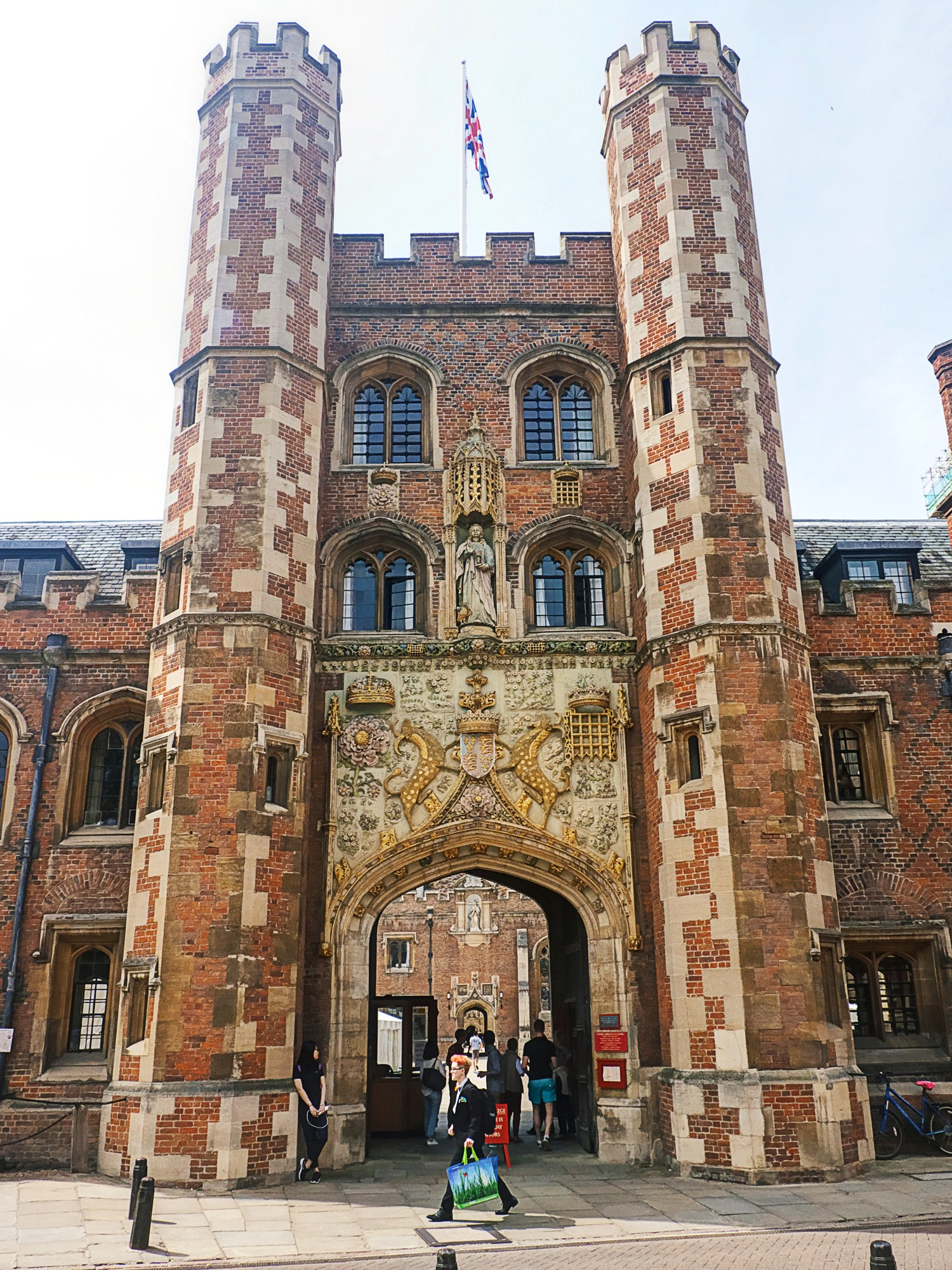
Ingang van St John's College

Hieronder is een lijst van bekende alumni en medewerkers van de St John's College (ook wel Johnians genoemd), onderdeel van de Universiteit van Cambridge. Docenten en medewerkers van het college worden meestal fellows genoemd. 
Tot de personen verbonden aan het college behoren winnaars van dertien Nobelprijzen (waaronder Max Born, Paul Dirac, Roger Penrose, Frederick Sanger en Maurice Wilkins), vier premiers van het Verenigd Koninkrijk (waaronder Lord Palmerston), William, prins van Wales, filosofen John Dee en Thomas Hobbes, schrijvers Douglas Adams, Ben Jonson en William Wordsworth, leiders van de anti-slavernijbeweging Thomas Clarkson en William Wilberforce, Indiaas premier Manmohan Singh, acteurs Emma Corrin en Derek Jacobi, astronomen John Herschel en Fred Hoyle, grondlegger van de elektrotechniek William Gilbert en econoom Alfred Marshall.
Honorary fellows die niet op het college gestudeerd of gewerkt hebben, zijn onder andere Thomas Adès, Manuel Castells, Richard Chartres en Richard Goldstone.

## Exacte wetenschappen
Astronomie

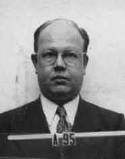
William Fowler
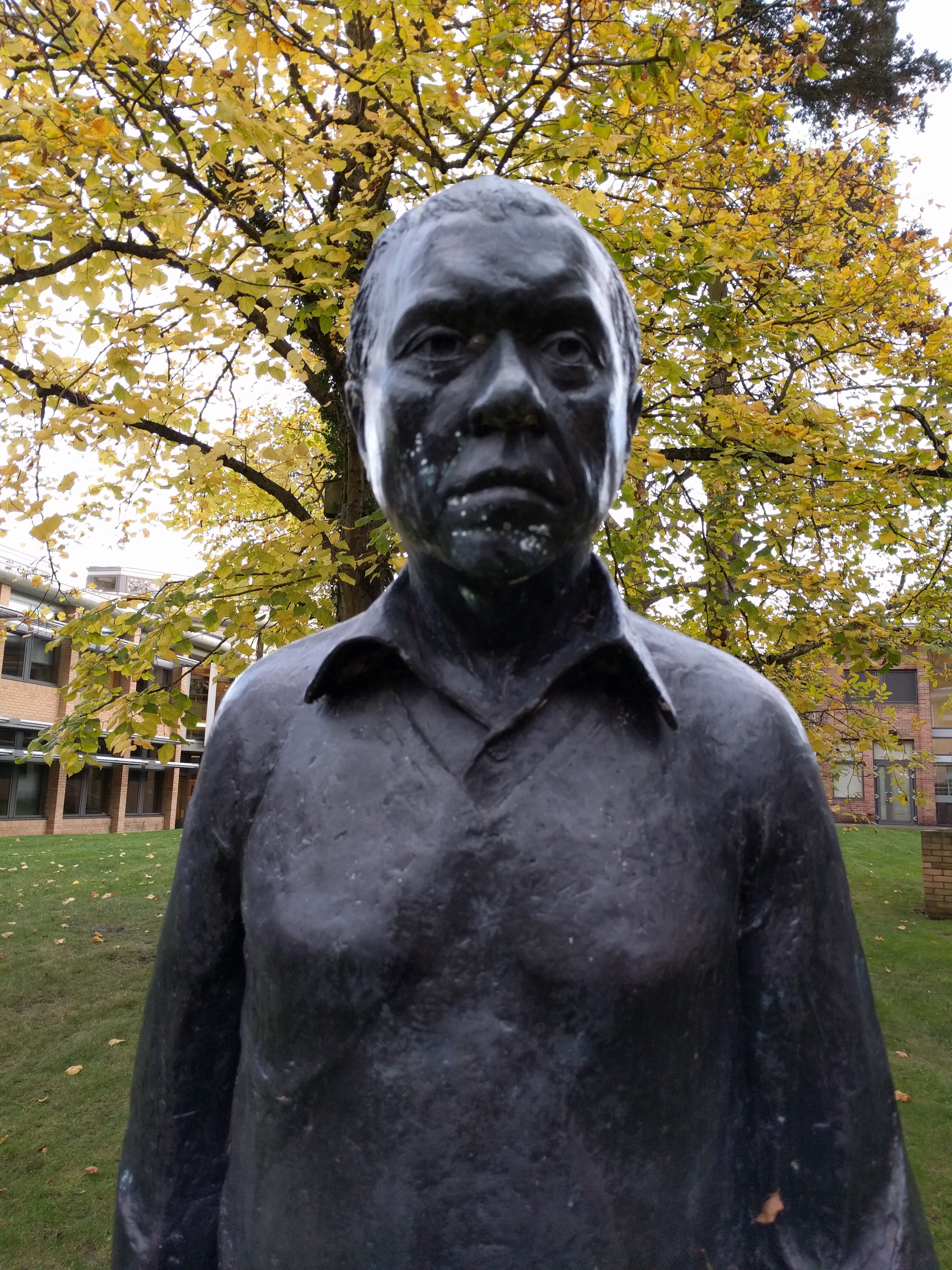
Fred Hoyle
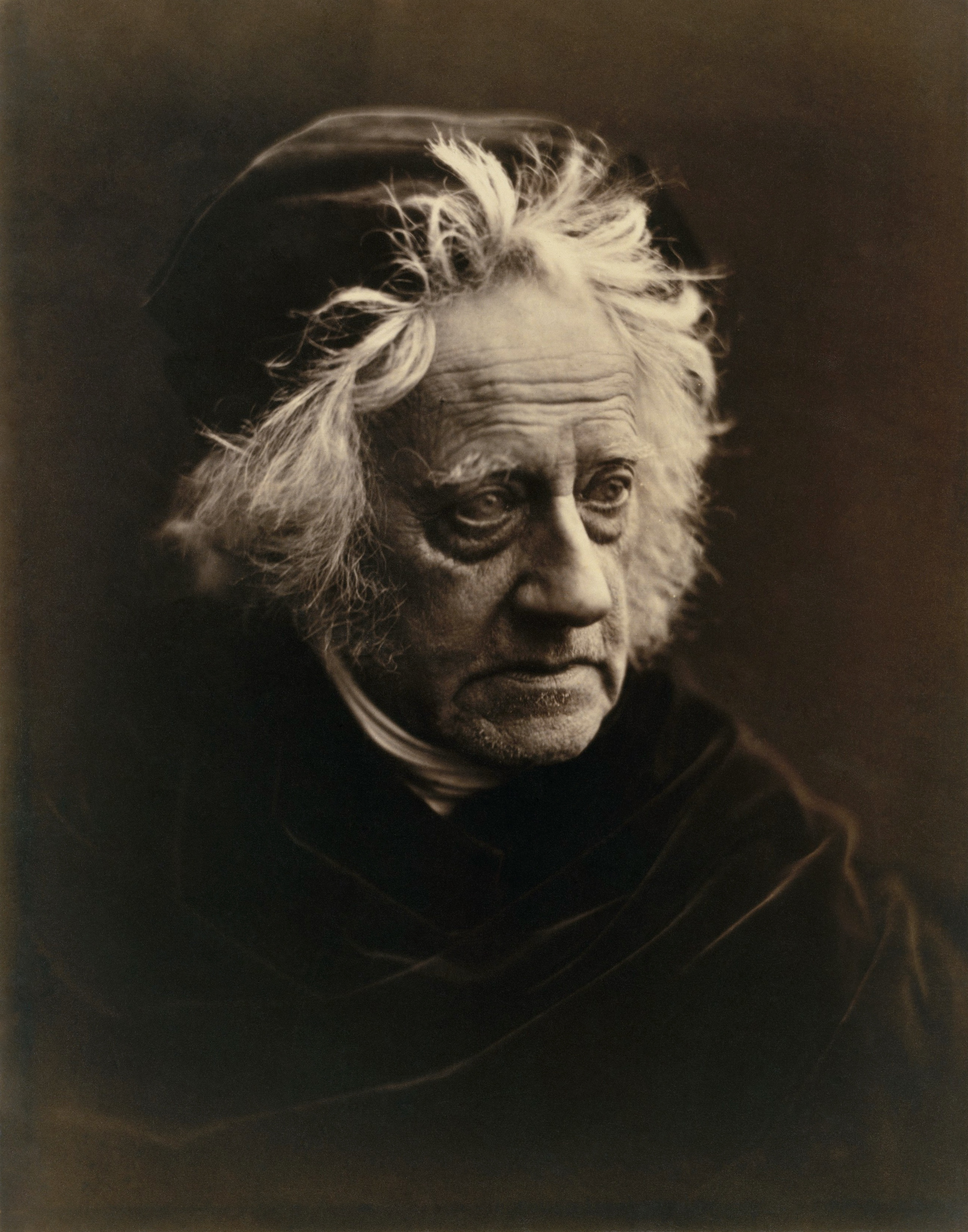
John Herschel

- John Couch Adams, wiskundige en astronoom, bekend geworden omdat hij het bestaan en de positie van de planeet Neptunus wist te voorspellen aan de hand van wiskundige berekeningen, won de Gouden medaille van de Royal Astronomical Society
- George Howard Darwin, astronoom en wiskundige, tweede zoon van Charles Darwin
- William Fowler, ontving de Nobelprijs voor Natuurkunde voor zijn theoretische en experimentele onderzoek naar de kernreacties die van belang zijn voor de formatie van chemische elementen in het heelal
- John Herschel, wiskundige en astronoom (zoon van William Herschel)
- Fred Hoyle, astronoom en kosmoloog, vooral bekend vanwege zijn oppositie tegen de Big Bangtheorie en stelde daar zijn eigen steady-statetheorie tegenover
- Richard Proctor, sterrenkundige
- Lyman Spitzer, Amerikaans theoretisch natuurkundige, astronoom en alpinist, deed hij onderzoek naar stervorming en plasmafysica, bedacht als eerste het idee om een telescoop in de ruimte te plaatsen

Biologie

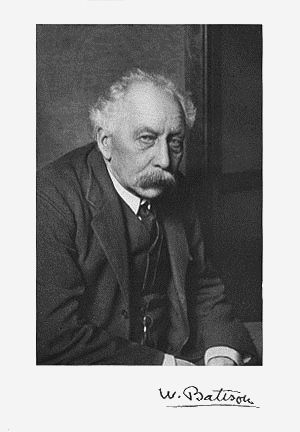
William Bateson
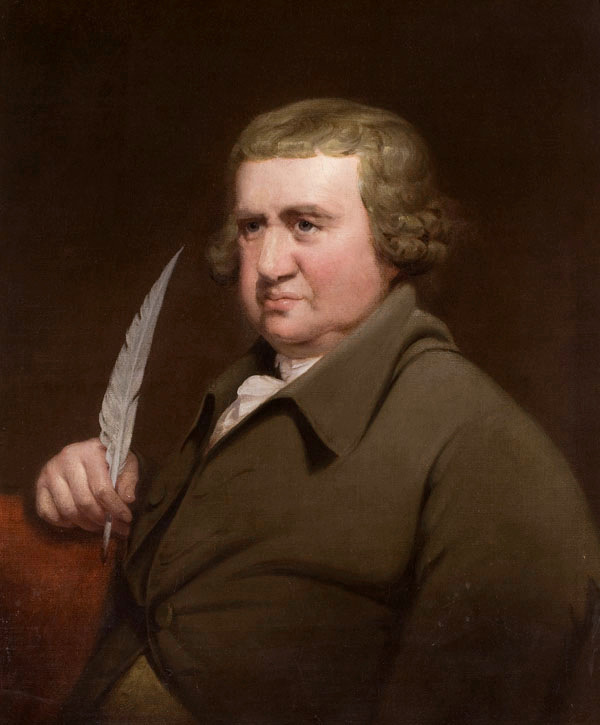
Erasmus Darwin
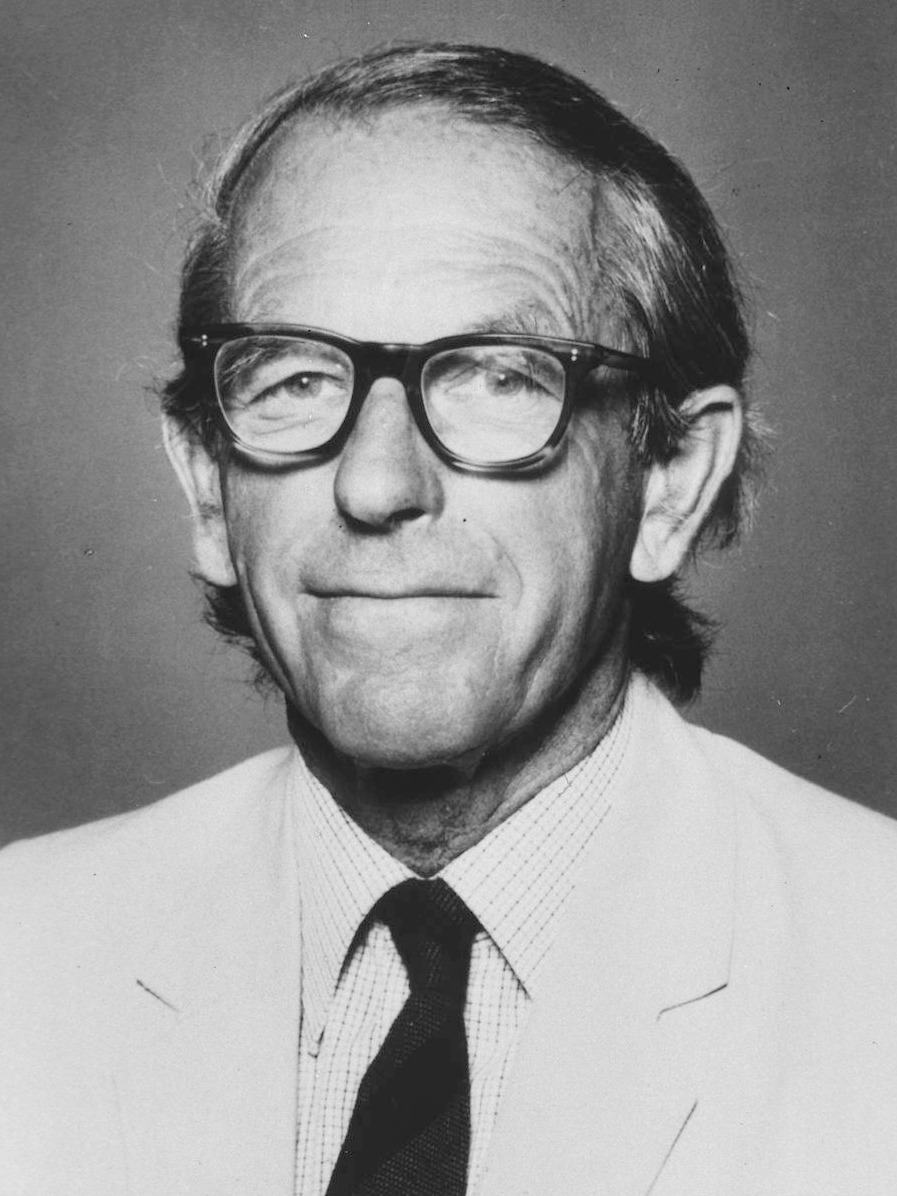
Frederick Sanger

- William Bateson, geneticus, de eerste die de term genetica gebruikte voor de studie naar biologisch erfelijke aandoeningen en eigenschappen
- Enrico Coen, botanicus die is gespecialiseerd in moleculaire genetica en ontwikkelingsbiologie van planten
- Mya-Rose Craig (bekend als Birdgirl), Brits-Bengaals ornitholoog en activist
- Erasmus Darwin, grootvader van Charles Darwin, gaf de eerste theoretische aanzetten voor de latere evolutietheorie van Charles Darwin, was medeoprichter van de Lunar Society
- Thomas Campbell Eyton, ornitholoog en natuuronderzoeker
- William Alexander Forbes, zoöloog
- William Donald Hamilton,  bioloog die publiceerde op de gebieden van de zoölogie en de genetica, beroemd geworden door zijn onderzoek op het gebied van de kin selection (verwantschapsselectie)
- John Haygarth, arts die nieuwe manieren ontdekte om de verspreiding van koorts onder patiënten te voorkomen en het sterftecijfer door pokken terug te dringen
- John Stevens Henslow, Anglicaans priester, natuuronderzoeker, geoloog, plantkundige; vooral bekend als docent en vriend van Charles Darwin
- Joseph Jackson Lister, zoöloog en plantkundig verzamelaar
- Martin Lister, natuurvorser en arts
- Simon Conway Morris, paleontoloog
- Frederick Sanger, biochemicus, behoorde tot een select gezelschap dat tweemaal een Nobelprijs mocht ontvangen: de eerste keer voor zijn onderzoek naar de structuren van eiwitten, in het bijzonder insuline; de tweede keer voor hun bijdragen aan de bepaling van de basenvolgorde in nucleïnezuren
- Harry Govier Seeley, paleontoloog
- Albert Charles Seward, botanicus en geoloog
- William Warren, entomoloog gespecialiseerd in vlinders

Fysische geografie

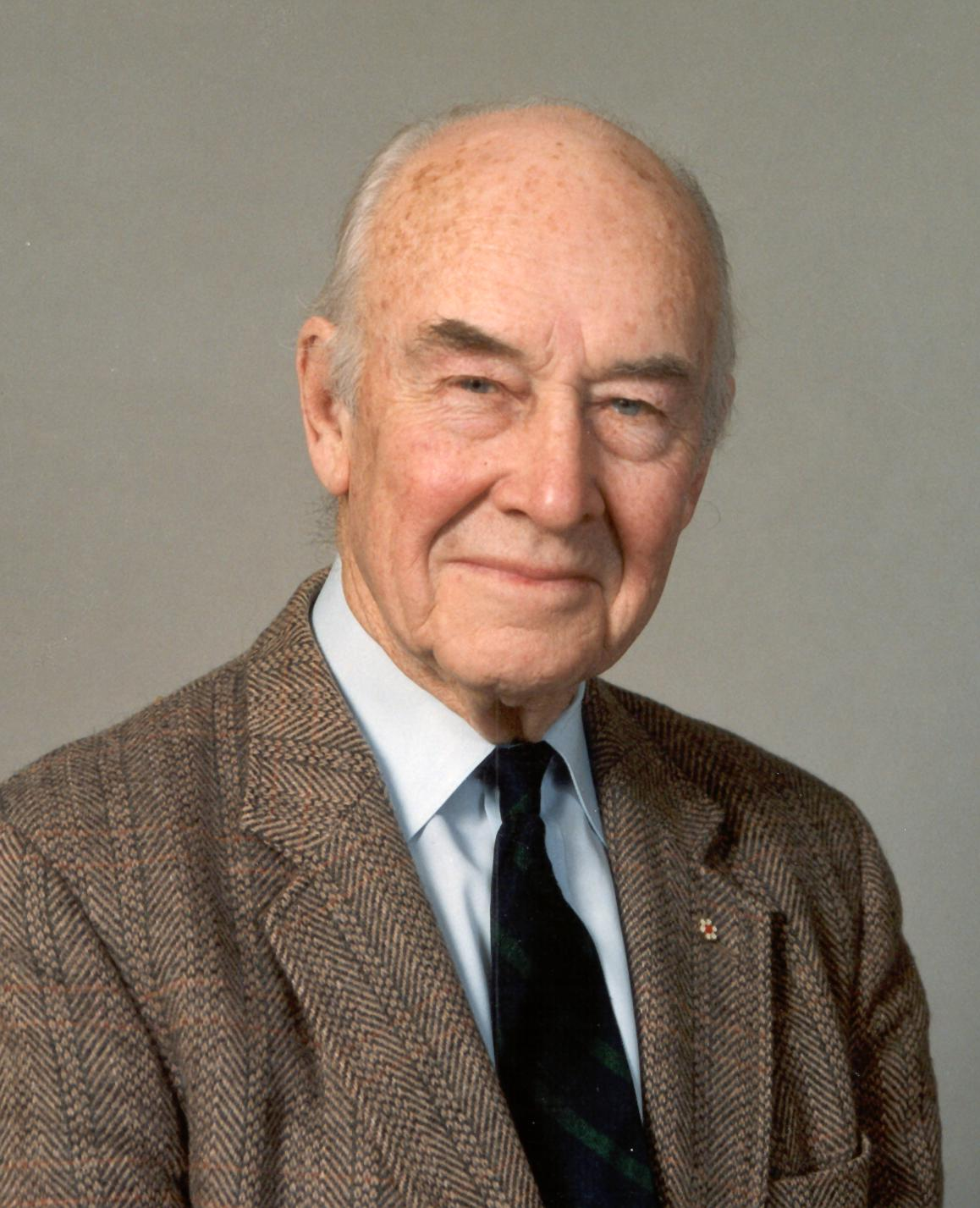
Tuzo Wilson
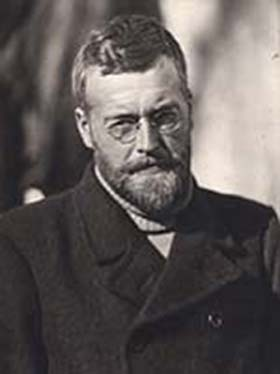
James Wordie

- Keith Edward Bullen, Nieuw-Zeelands wiskundige, geofysicus en seismoloog, bekend om zijn onderzoek naar looptijden van seismische golven en het binnenste van de Aarde
- Alfred Harker, petroloog
- Harold Jeffreys, wiskundige, statisticus, geofysicus en astronoom
- David Stoddart, hoogleraar geografie
- Tuzo Wilson, Canadees geofysicus, bekend vanwege zijn bijdragen aan de ontwikkeling van de theorie van platentektoniek, het idee dat de rigide buitenste laag van de Aarde, de lithosfeer, verdeeld is in platen die over de makkelijk vervormbare asthenosfeer bewegen
- James Wordie, geoloog en poolonderzoeker

Natuurkunde

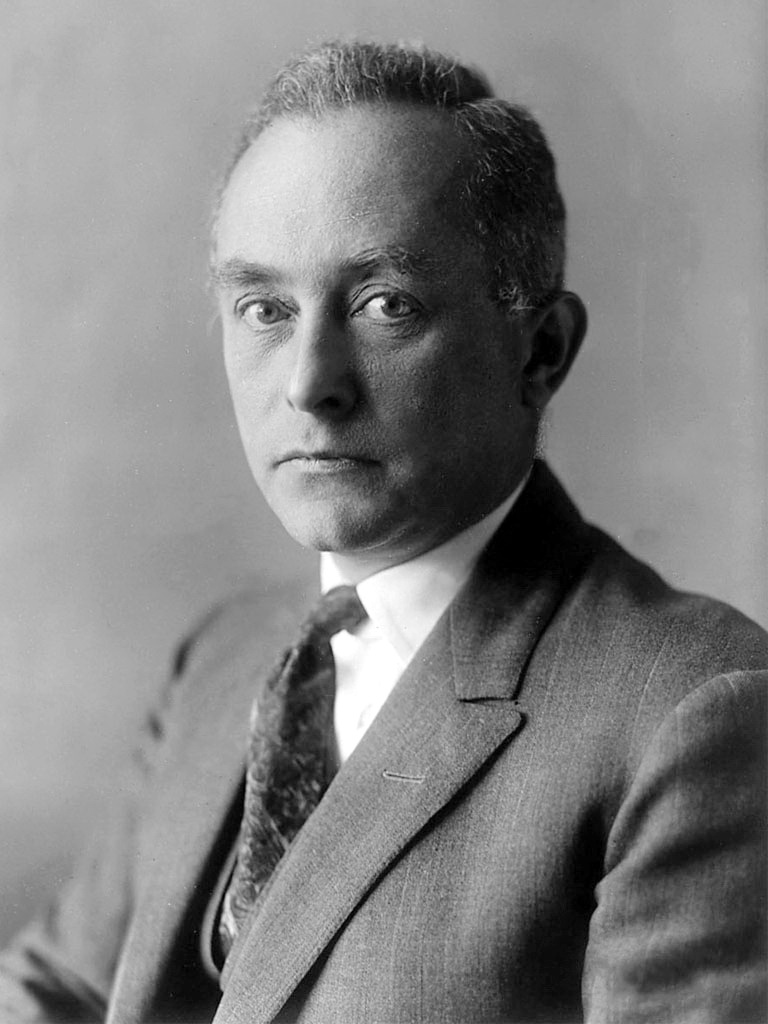
Max Born
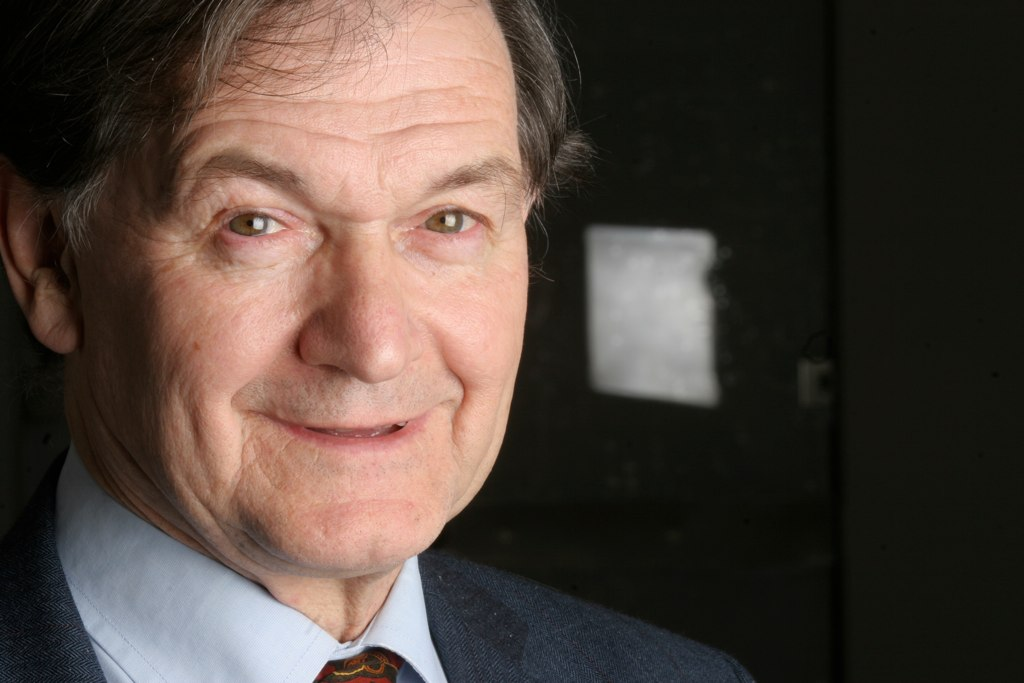
Roger Penrose
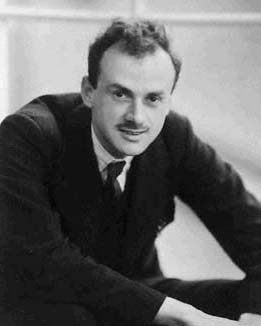
Paul Dirac
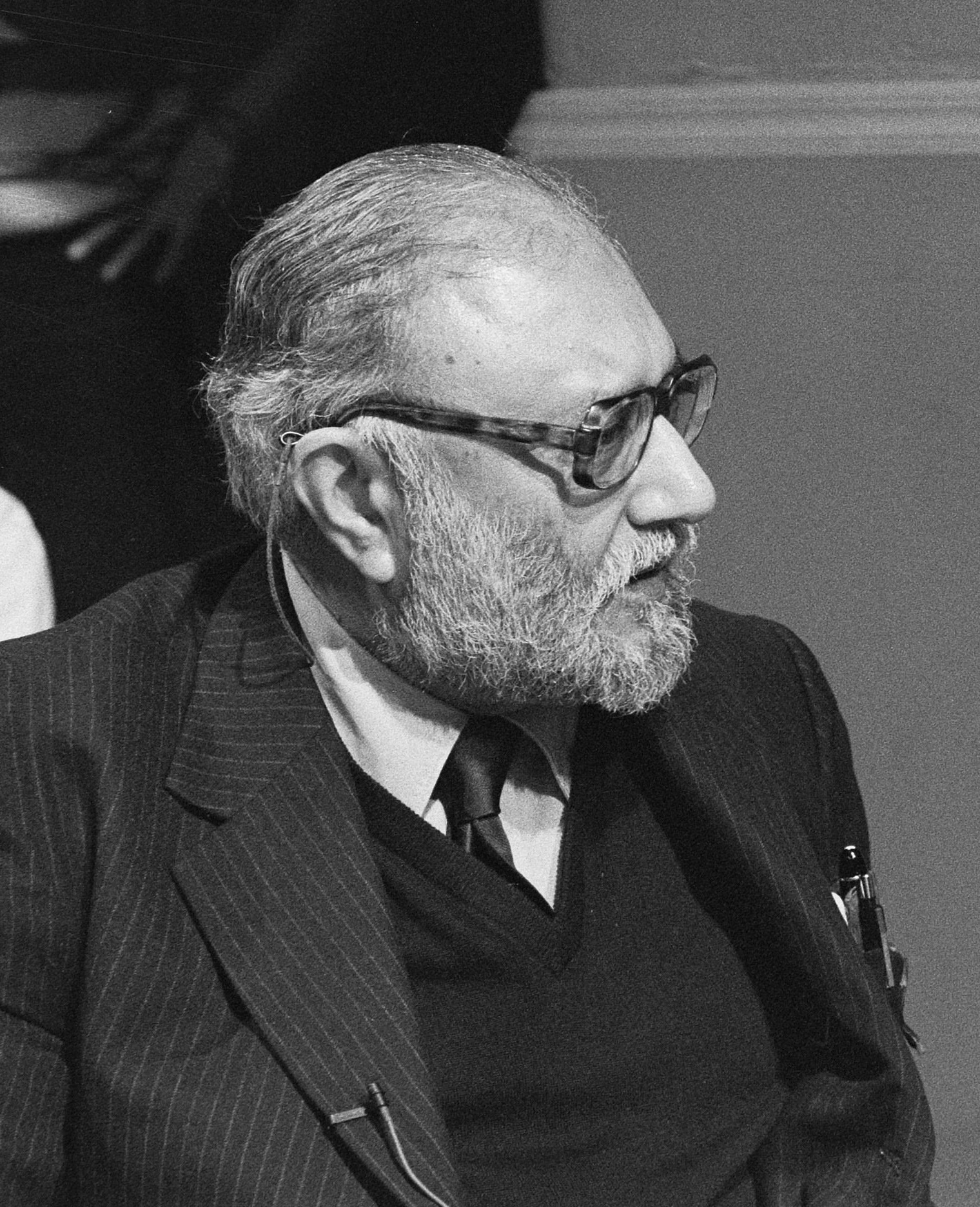
Abdus Salam

- Edward Victor Appleton,  natuurkundige onderscheiden met de Nobelprijs voor Natuurkunde voor zijn bijdrage aan de kennis van de ionosfeer, welke leidde tot de ontwikkeling van de radar
- Max Born, wis- en natuurkundige, ontving de Nobelprijs voor Natuurkunde voor zijn waarschijnlijkheidsinterpretatie van de schrödingervergelijking
- John Cockcroft, natuurkundige, won de Nobelprijs voor de Natuurkunde voor zijn werk aan de kernsplitsing en speelde een belangrijke rol in de ontwikkeling van kernenergie
- Allan McLeod Cormack, Amerikaans natuurkundige, won de Nobelprijs voor Fysiologie of Geneeskunde voor het ontwikkelen van de computertomografie
- Paul Dirac, theoretisch natuurkundige en een van de pioniers van de kwantummechanica, leidde hij het bestaan af van antimaterie, won de Nobelprijs voor Natuurkunde
- Reginald James, fysicus en poolonderzoeker
- Nevill Mott, winnaar van de Nobelprijs voor Natuurkunde voor zijn fundamentele theoretische onderzoek naar de elektronische structuur van magnetische en ongeordende systemen
- Thomas Parnell, de eerste hoogleraar natuurkunde aan de Universiteit van Queensland, hij startte het pekdruppelexperiment, het langstlopende experiment ter wereld
- Rudolf Peierls, natuurkundige, had een belangrijke rol in het Britse atoomprogramma
- Roger Penrose, wiskundig natuurkundige en filosoof, Nobelprijs winnaar voor de Natuurkunde
- Abdus Salam, Pakistaanse natuurkundige, kreeg een Nobelprijs voor zijn ontdekkingen over elektrozwakke wisselwerking, is de eerste Nobelprijswinnaar van Pakistaanse afkomst en tevens eerste islamitische Nobelprijswinnaar
- Maurice Wilkins, natuurkundige, winnaar van de Nobelprijs voor Fysiologie of Geneeskunde, mede-ontdekker van de chemische structuur van DNA in 1953

Technische wetenschappen

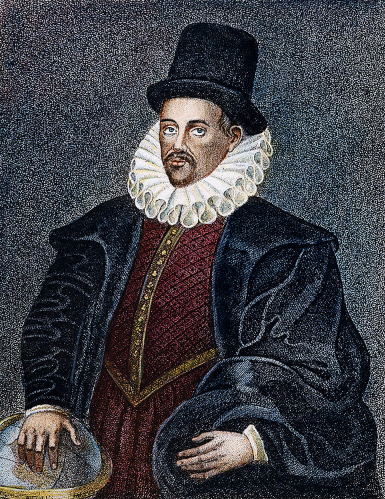
William Gilbert
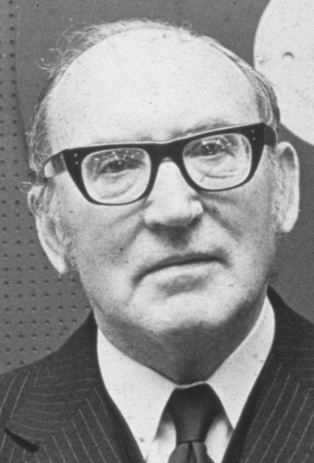
Maurice Wilkes

- William Gilbert, arts en natuurfilosoof, velen zien hem als de grondlegger van de elektrotechniek
- John Ambrose Fleming, elektrotechnicus en natuurkundige, werd vooral bekend door de uitvinding van de eerste radiobuis (vacuümdiode) waarmee de elektronica een feit werd
- Charles Algernon Parsons, ingenieur die de stoomturbine uitvond
- Eben Upton, informaticus en manager, bekend geworden als bedenker van het computerbordje Raspberry Pi
- Maurice Wilkes, een van de grondleggers voor de informatica

Wiskunde

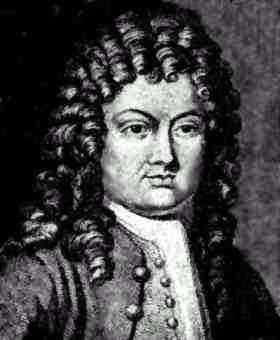
Brook Taylor
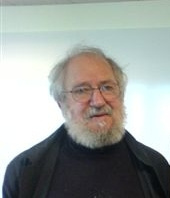
Seymour Papert
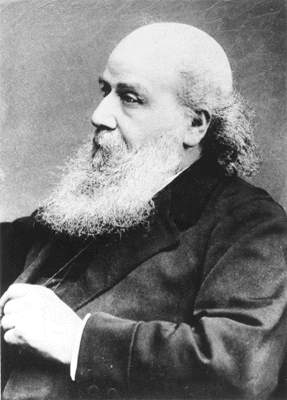
James Joseph Sylvester

- Henry Frederick Baker, wiskundige, die voornamelijk werkzaam was op het gebied van de algebraïsche meetkunde
- Henry Briggs, wiskundige die bekendheid verwierf door zijn ontwikkeling en de verspreiding van de logaritmen
- William Burnside, wiskundige, vooral bekend door zijn vroege bijdragen aan de theorie van de eindige groepen
- David Cox, statisticus
- James Durbin, statisticus en econometrist, die vooral bekend was van zijn werk op de gebieden van tijdreeksanalyse en seriële correlatie
- Douglas Hartree, wiskundige en natuurkundige die bekend werd door zijn onderzoek in de numerieke wiskunde en de toepassing hiervan in de atoomfysica
- William Vallance Douglas Hodge, wiskundige met een specialisatie in de meetkunde
- William George Horner, wiskundige, bekend van het Hornerschema
- Ieke Moerdijk, Nederlands wiskundige
- Louis Mordell, wiskundige die bekendstaat om zijn baanbrekend onderzoek in de getaltheorie
- Seymour Papert, een in Zuid-Afrika geboren Amerikaanse wiskundige en psycholoog, pionier in kunstmatige intelligentie en is het meest bekend geworden door de programmeertaal Logo
- James Joseph Sylvester, wiskundige, leverde fundamentele bijdragen aan de matrixtheorie, de invariantentheorie, de getaltheorie, partitietheorie en de combinatoriek
- Brook Taylor, wiskundige bekend van de taylorreeks en de stelling van Taylor

## Film en media

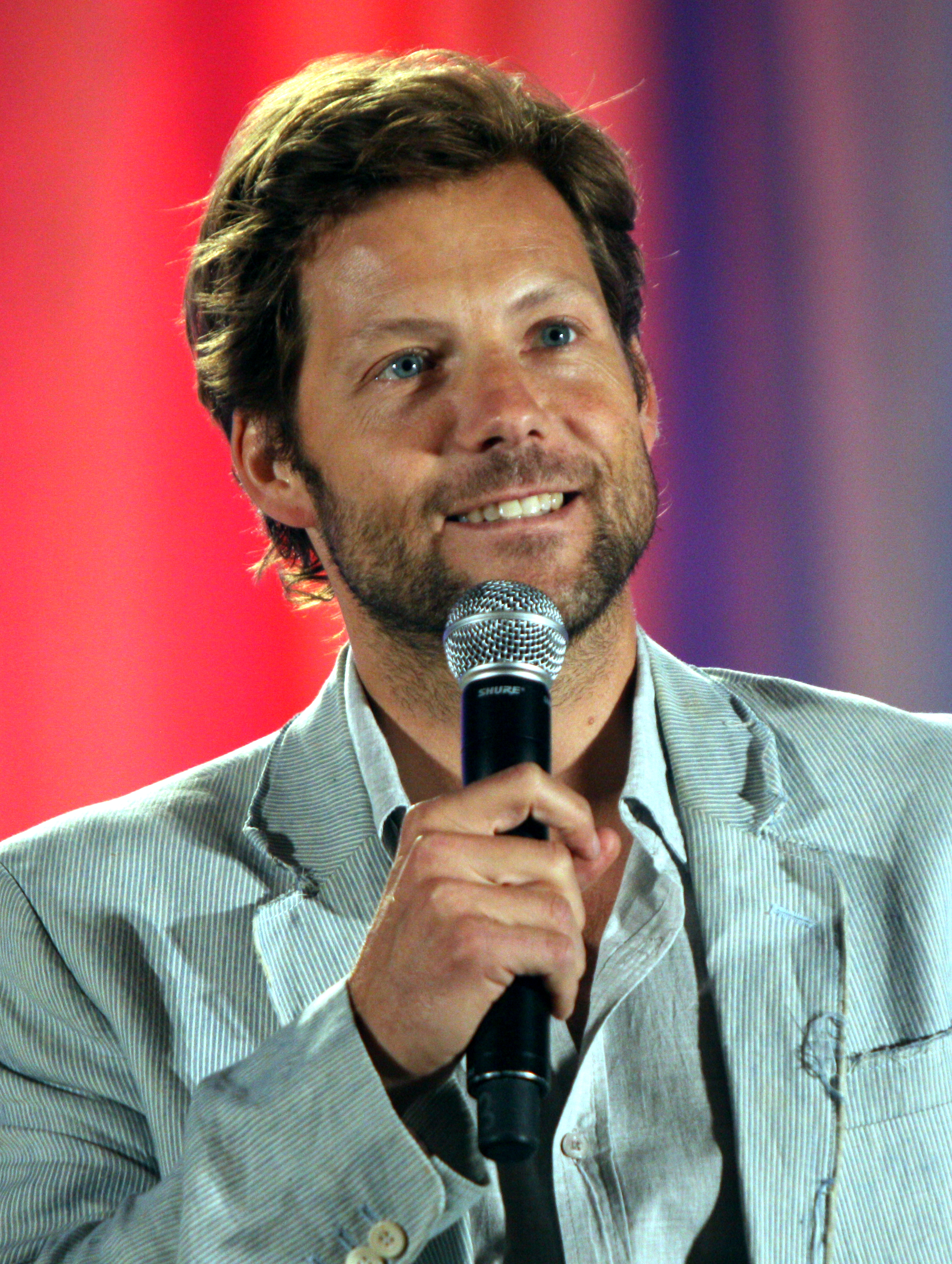
Jamie Bamber
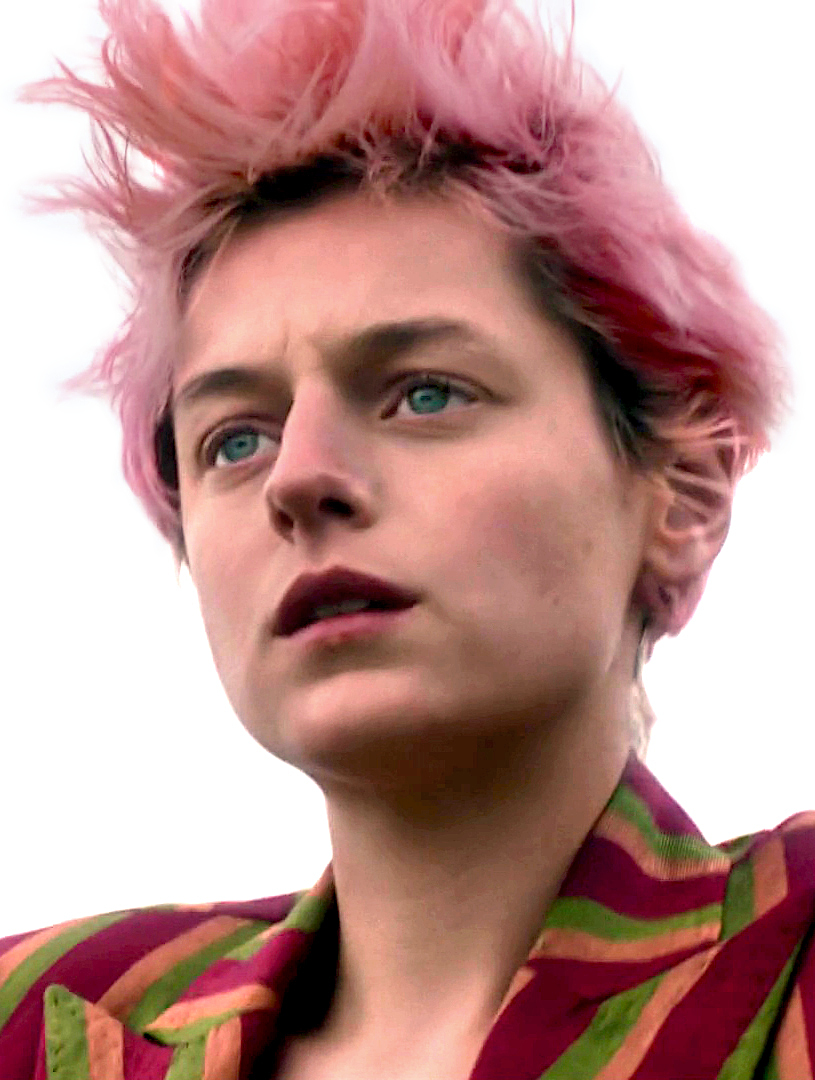
Emma Corrin
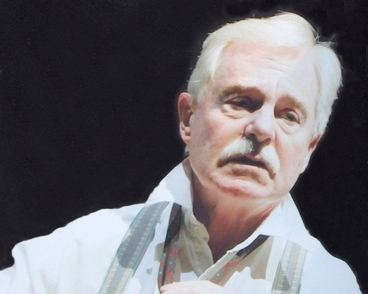
Derek Jacobi
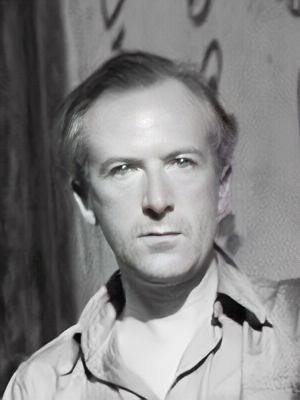
Cecil Beaton

- Jamie Bamber, Amerikaans-Engelse acteur
- Cecil Beaton, fotograaf, kostuumontwerper en artdirector, Oscarwinnaar
- Emma Corrin, acteur, speelde prinses Diana in het vierde seizoen van The Crown (2020)
- Hugh Dennis, komiek, schrijver, acteur en voice-over
- Jonah Hauer-King, acteur
- Donald Hewlett, acteur
- Derek Jacobi, beschouwd als een van de voornaamste hedendaagse Britse acteurs
- Paul Ritter, acteur
- C. Aubrey Smith, Engels-Amerikaans acteur
- Robert Stevenson, filmregisseur, bekend van de film Mary Poppins uit 1964

## Geesteswetenschappen
- Claire Bishop, kunsthistorica, criticus en hoogleraar kunstgeschiedenis
- George Coulton, geschiedkundige, vooral bekend om zijn publicaties over de Middeleeuwen
- John Cheke, humanist en classicus
- Thomas Ethelbert Page, classicus, uitgever van Horatius en Vergilius
- Ian Morris, historicus en schrijver
- Leighton Durham Reynolds, latinist
- Simon Schaffer, wetenschapshistoricus en winnaar van de Erasmusprijs
- Walter Coventry Summers,  latinist, specialist op het gebied van het zogeheten 'zilveren latiniteit'

Archeologie

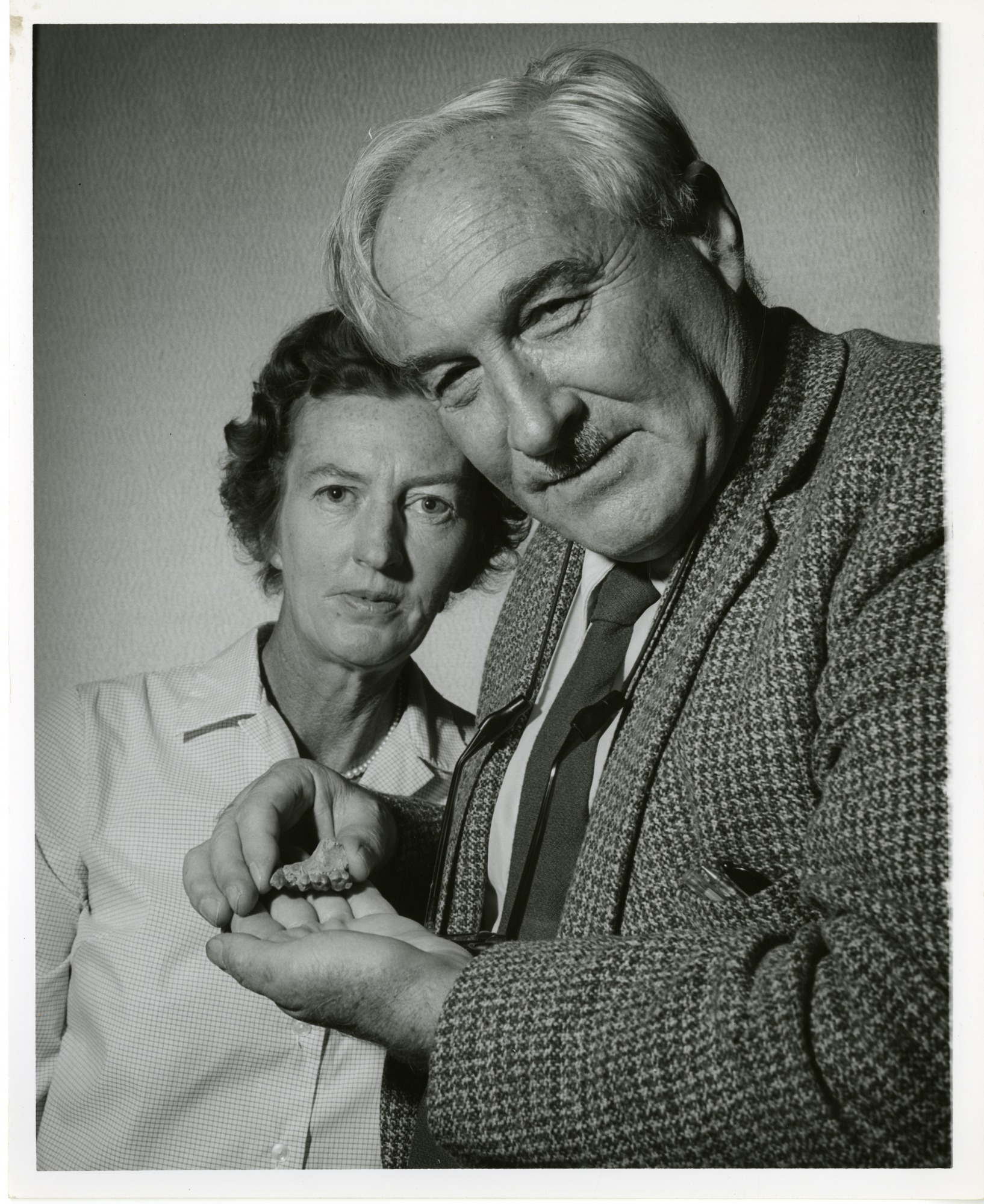
Louis Leakey
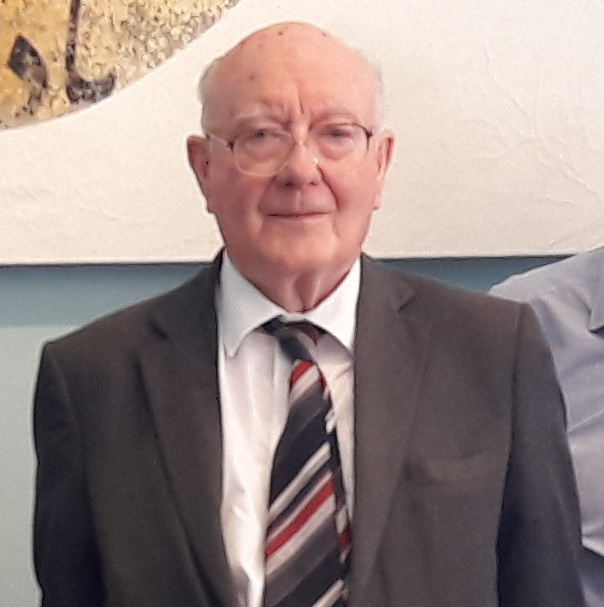
Colin Renfrew

- Churchill Babington, klassieke geleerde, archeoloog en natuuronderzoeker
- Barry Cunliffe, archeoloog
- Charles Higham, Nieuw-Zeelands archeoloog actief bij archeologisch onderzoek in Zuidoost-Azië
- Louis Leakey, archeoloog en paleontoloog wiens werk in Afrika zeer veel heeft bijgedragen aan het begrip van de menselijke evolutie op dat continent
- Colin Renfrew, archeoloog die bekend staat om zijn werk op het gebied van radiokoolstofdatering, archeogenetica en de bescherming van archeologische vindplaatsen tegen plunderingen

Filosofie

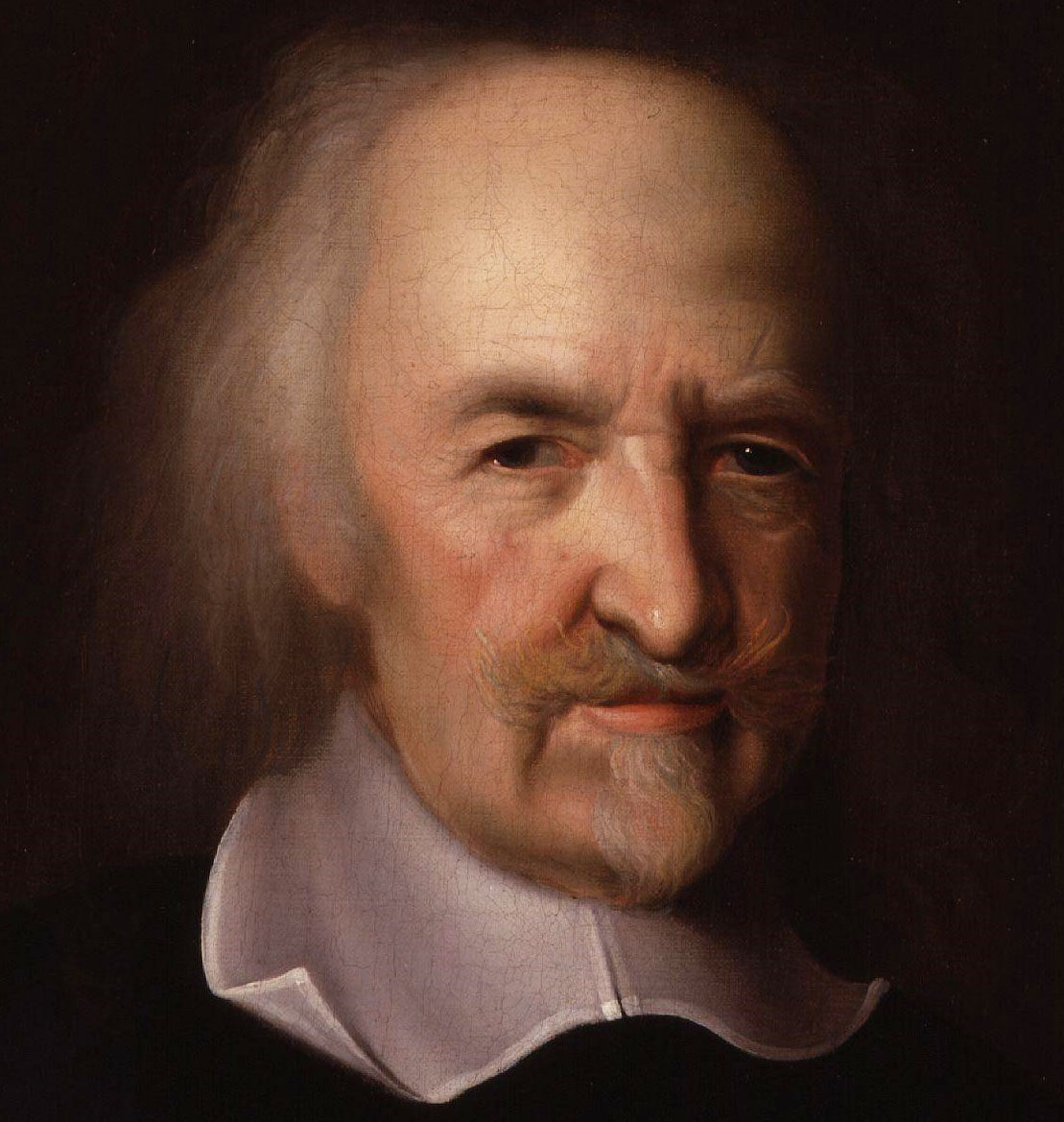
Thomas Hobbes
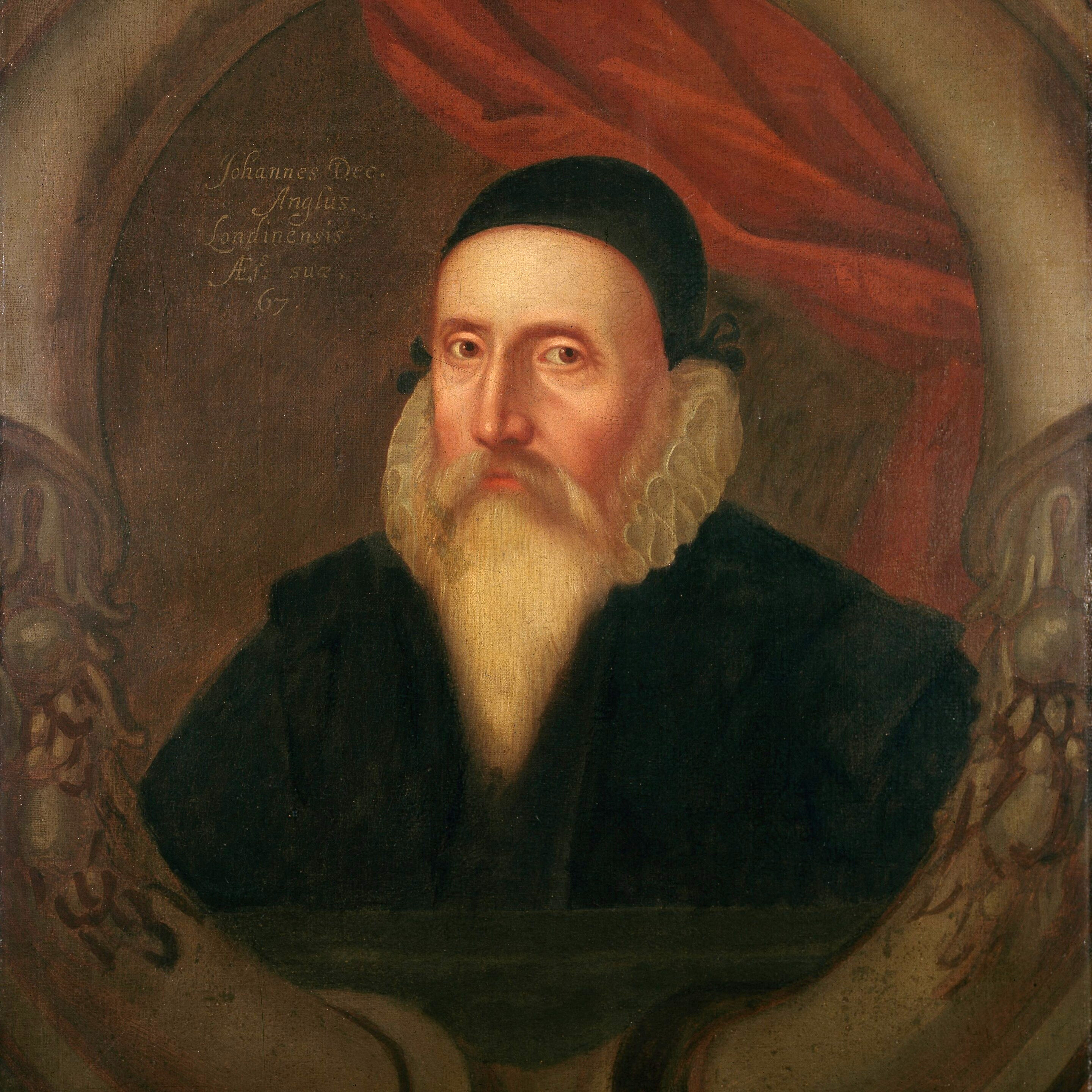
John Dee

- Rosi Braidotti, Italiaanse filosoof en feministisch theoreticus
- John Dee, humanist, filosoof, wiskundige, geograaf, astroloog en adviseur van koningin Elizabeth I
- Thomas Hobbes, filosoof
- Graham Priest, filosoof en logicus

## Literatuur

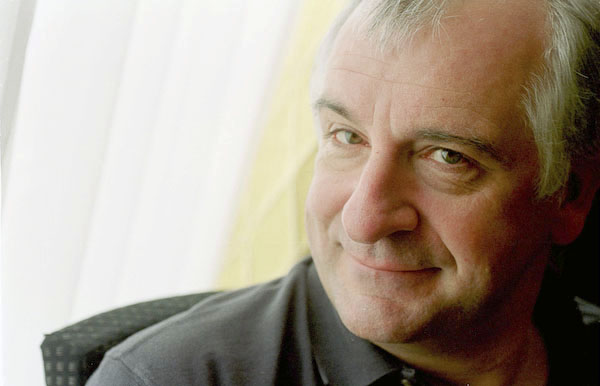
Douglas Adams
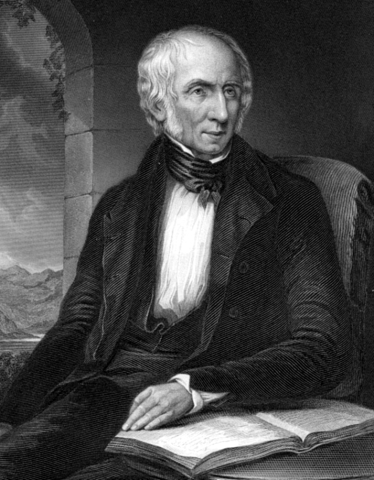
William Wordsworth
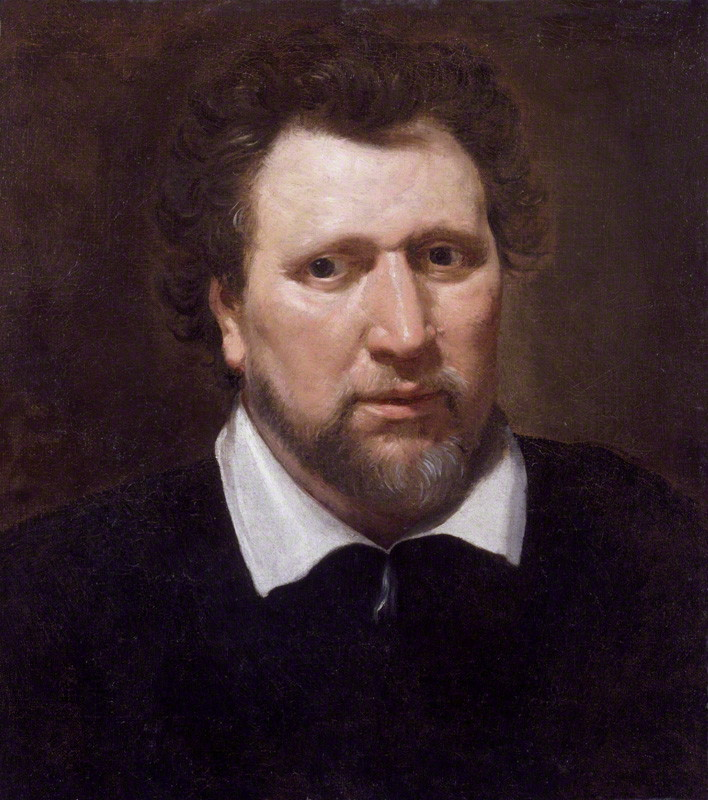
Ben Jonson
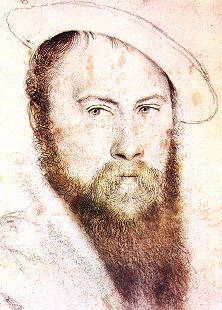
Thomas Wyatt
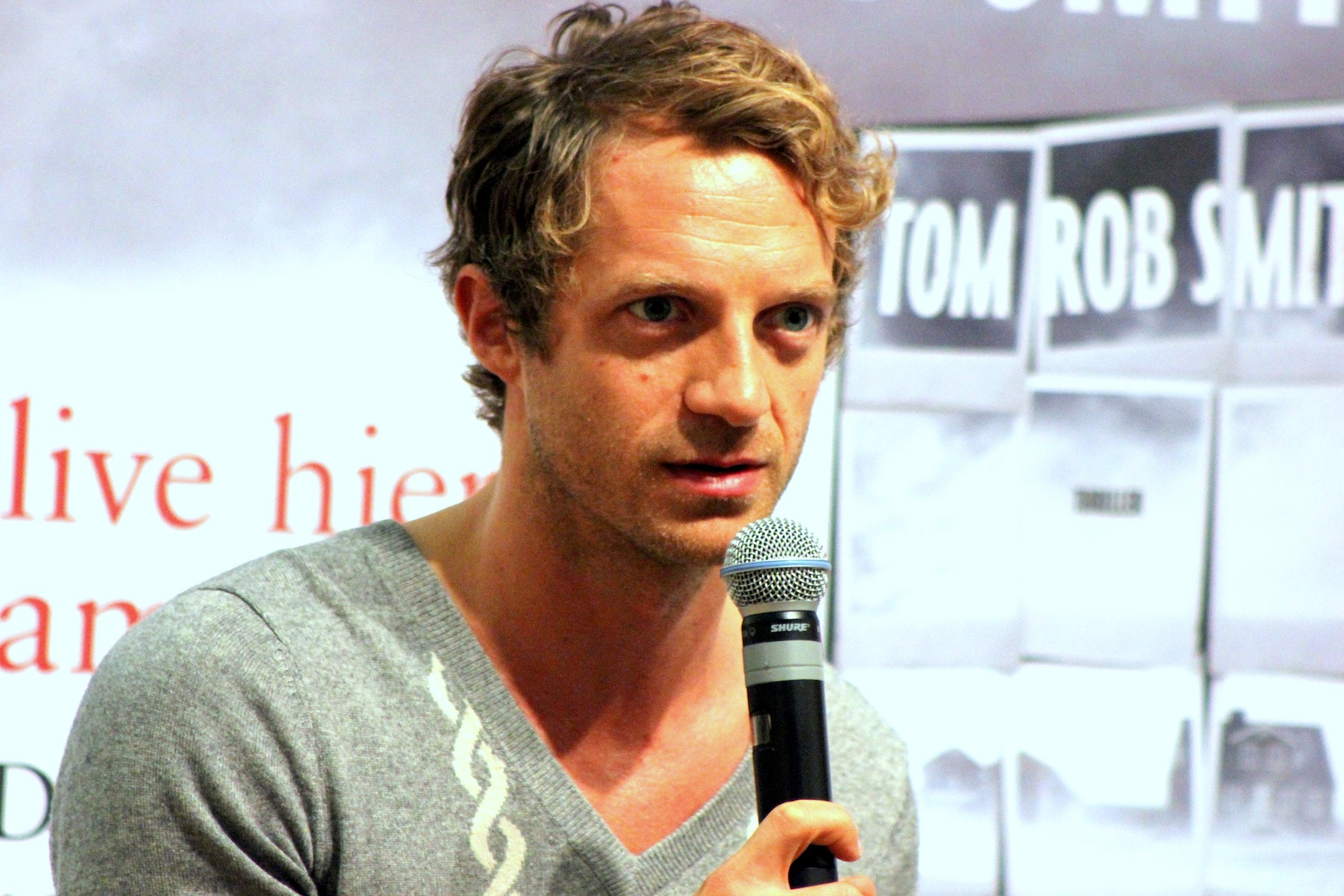
Tom Rob Smith

## Muziek

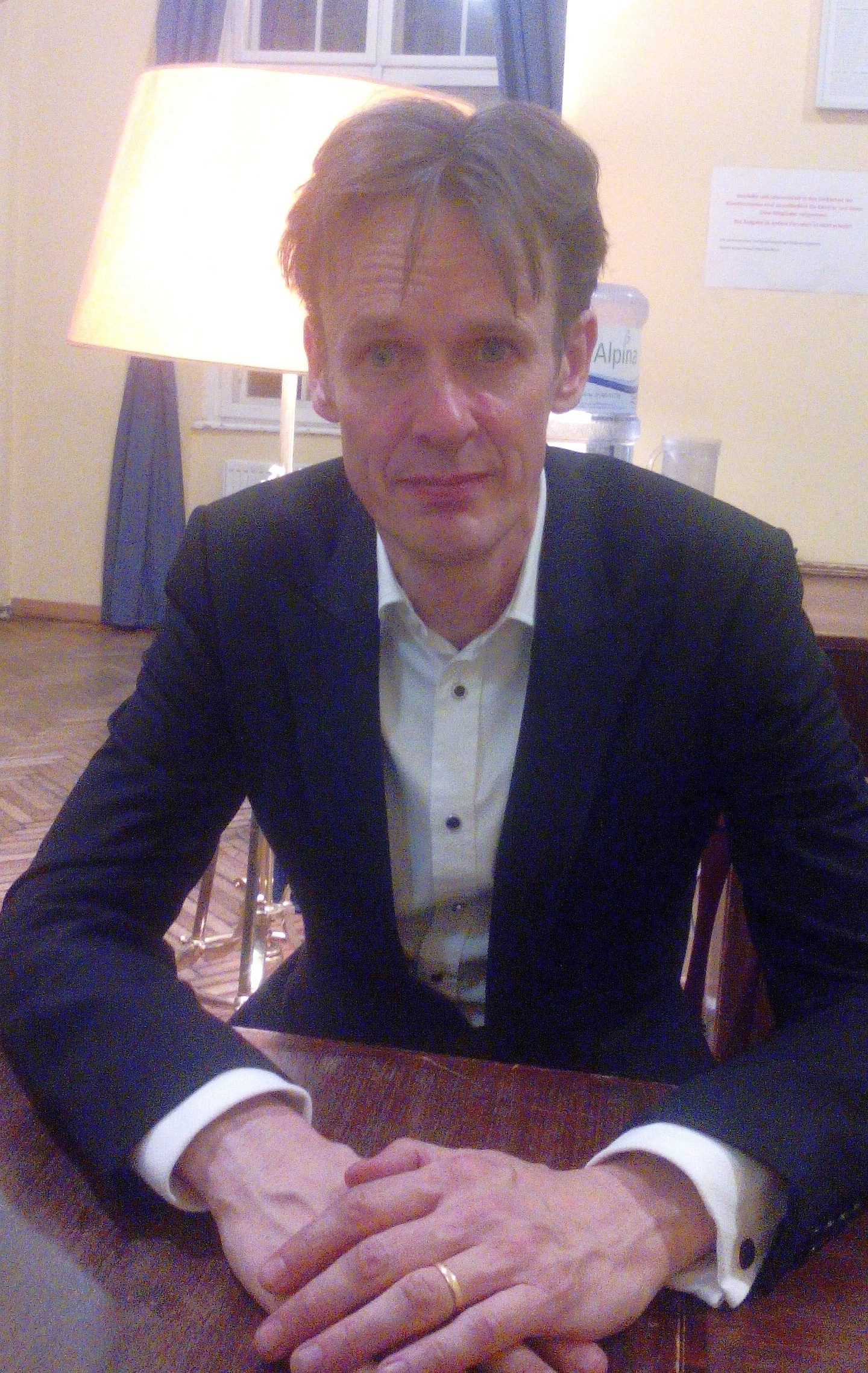
Ian Bostridge
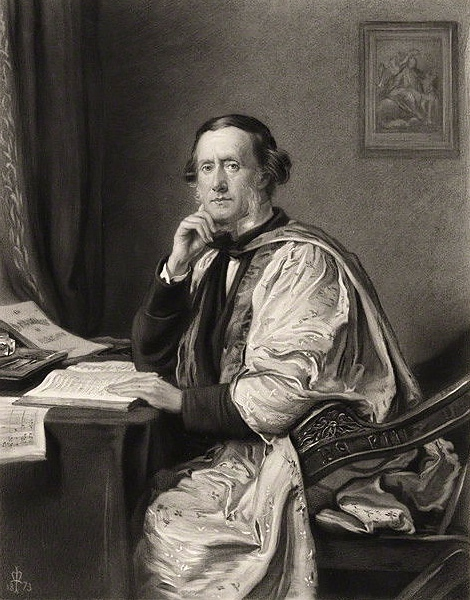
William Sterndale Bennett

- William Sterndale Bennett, componist, dirigent, pianist, muziekpedagoog en musicoloog
- Ian Bostridge,  tenor, bekend vanwege zijn optredens in opera zowel als in recitals
- Harry Gregson-Williams, filmcomponist, componeerde de filmmuziek voor kaskrakers als de filmreeks Shrek en The Chronicles of Narnia en de film The  Martian
- Rupert Gregson-Williams, componist van filmmuziek, voor onder andere The Crown
- Jonathan Harvey, componist
- Herbert Howells,  organist en componist van voornamelijk kerkmuziek
- Jonathan Nott, dirigent
- Cyril Bradley Rootham, componist, muziekpedagoog, dirigent en organist
- Bernard Stevens, componist en muziekpedagoog

## Religie

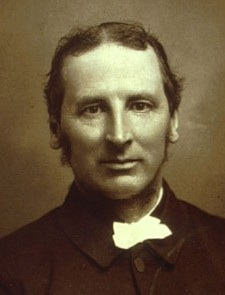
Edwin Abbott Abbott
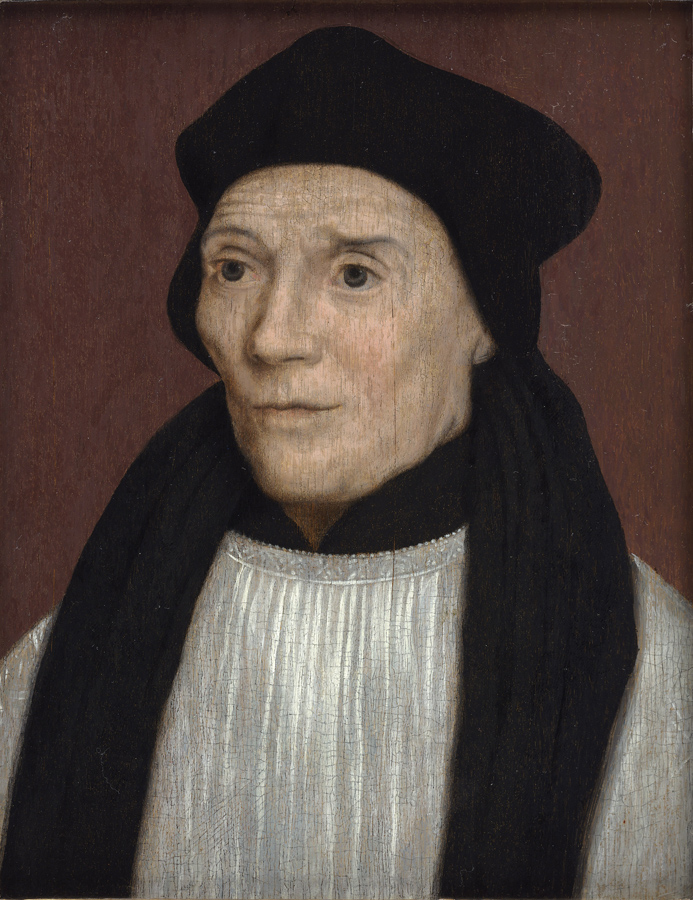
John Fisher

- Edwin Abbott Abbott, docent en theoloog, beste bekend als de auteur van de wiskundige satire en religieuze allegorie Flatland (1884)
- George Arundale, theosoof en publicist, president van de Theosophical Society
- William Barnes, dominee, dichter en filoloog
- Richard Bauckham, anglicaans geleerde, gespecialiseerd in de theologie (Nieuwe Testament) en in het bijzonder het vakgebied van de historische theologie
- David Ford, theoloog en dogmaticus die erg veel waarde hecht aan de praktische kant van de theologie
- John Fisher, heiligverklaarde bisschop, kardinaal en martelaar
- Curuppumullage Jinarajadasa, theosofisch leider, schrijver, leraar en organisator, internationale president van de Theosofische Vereniging
- Theophilus Lindsey, theoloog en predikant, die de eerste openlijk unitaristische gemeente in het Verenigd Koninkrijk oprichtte
- William Morgan, Welshe geestelijke, bisschop van Llandaff en St Asaph en de eerste vertaler van de volledige Bijbel in het Welsh
- Henry Moule, Anglicaanse priester, auteur en uitvinder van het composttoilet
- Titus Oates, ex-priester die het zogenaamde Popish Plot fabriceerde
- Richard Sibbes,  puriteins theoloog binnen de Anglicaanse Kerk
- Alexander Whitaker, christelijke theoloog, zorgde ervoor dat Pocahontas zich bekeerde en liet dopen

## Sociale wetenschappen

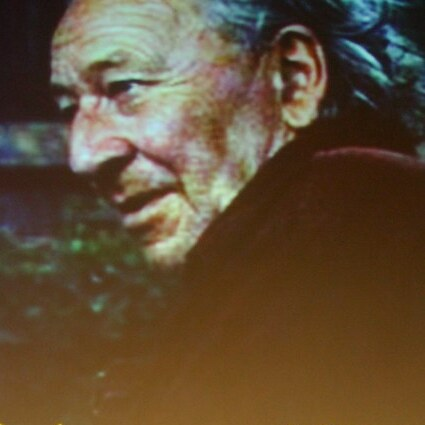
Gregory Bateson
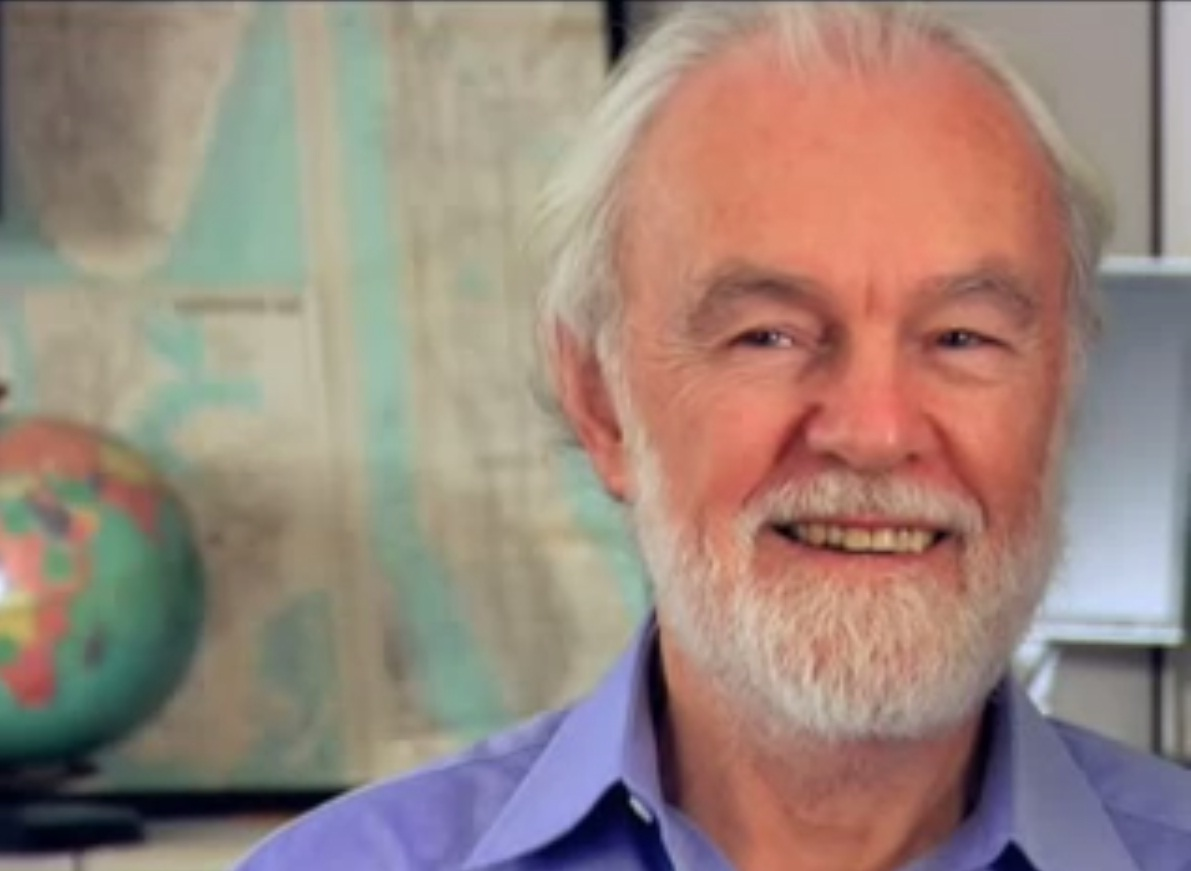
David Harvey

- Gregory Bateson, antropoloog, sociaal wetenschapper, linguïst, visueel antropoloog, semioticus en cyberneticus, wiens werk vele vakgebieden doorkruist
- Frederic Bartlett, psycholoog, bekend werd door zijn onderzoek op het terrein van de experimentele psychologie
- Pascal Boyer, Franse antropoloog
- David Harvey, sociaal-geograaf
- Nagendra Singh, Indiaas rechtsgeleerde en rechter bij het Internationaal Gerechtshof, waaraan hij ook diende als president

Economie

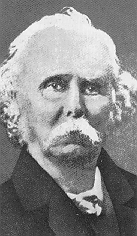
Alfred Marshall

- Tony Atkinson, econoom, bekend door zijn onderzoek naar ongelijkheid
- Jagdish Bhagwati, econoom bekend om zijn verdediging van globalisering
- Mervyn King, econoom en gouverneur van de Bank of England
- Alfred Marshall, econoom die bekendstaat als een van de grondleggers van de neoklassieke economie
- Eric Maskin, Amerikaans econoom, winnaar van de Nobelprijs voor Economie
- John Peet, econoom en journalist

## Sport

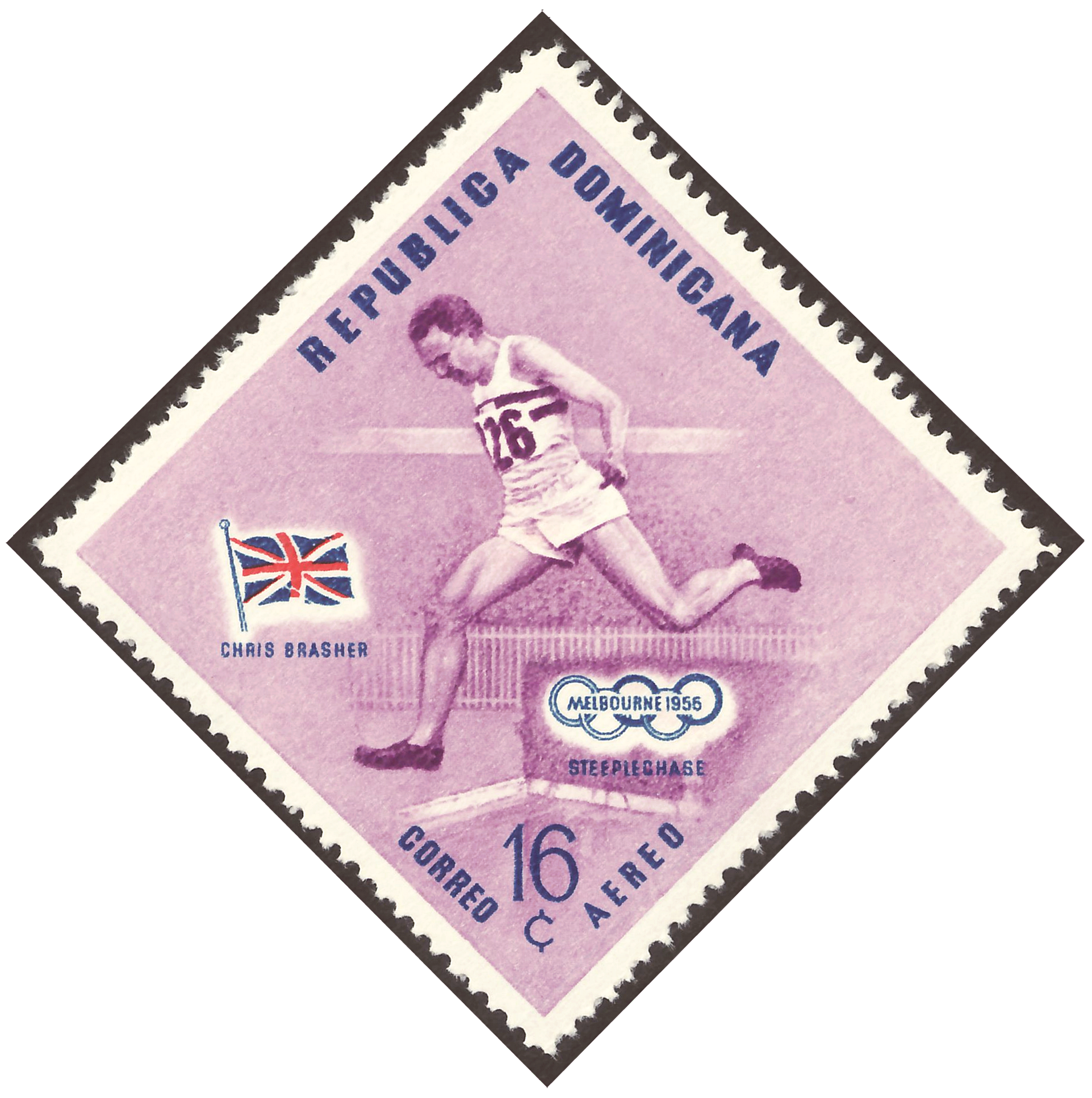
Chris Brasher

- Chris Brasher, atleet en sportjournalist, en medeoprichter van de marathon van Londen
- Samantha Davies, zeilster
- Harriet Hunt, schaakster, vijfvoudig Brits kampioen bij de dames

## Staatsmannen en adel

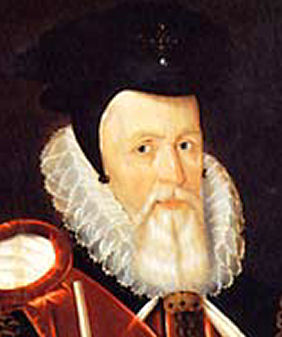
William Cecil
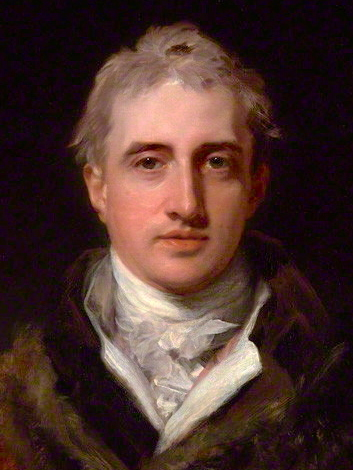
Henry Robert Stewart
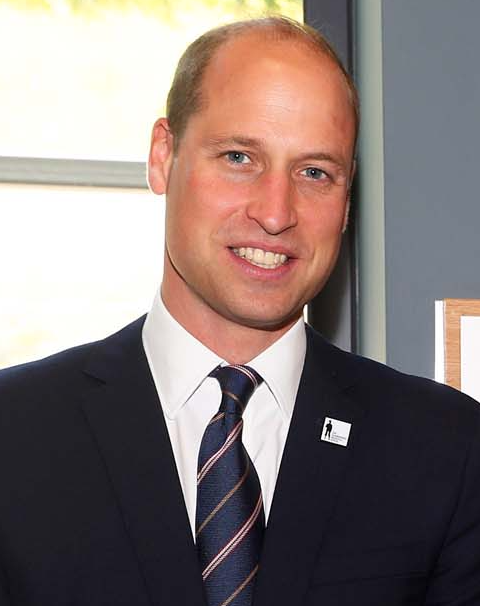
William, prins van Wales
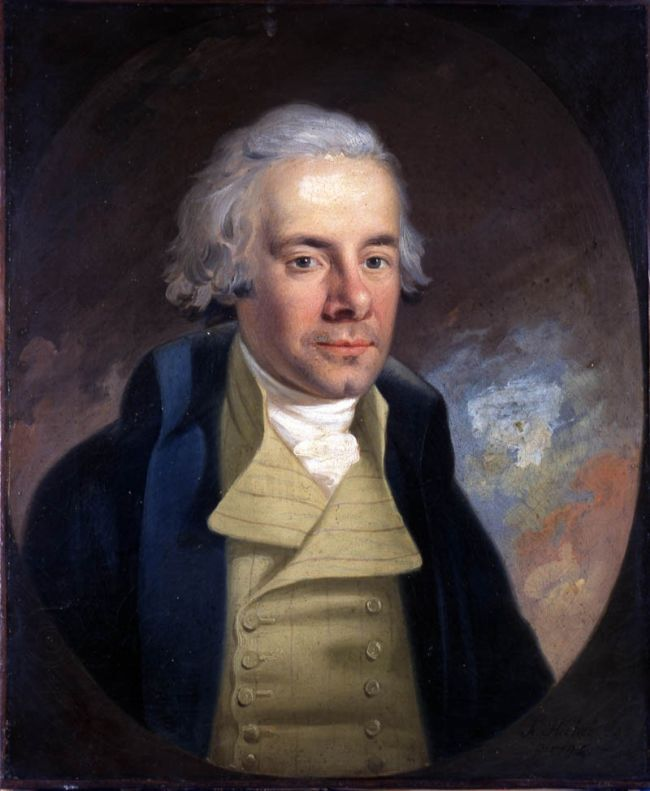
William Wilberforce

- William Cavendish,  veldheer, architect, mecenas, dressuurdeskundige en toneelschrijver, was tijdens de Engelse Burgeroorlog de aanvoerder van het royalistische leger in het noorden van Engeland
- Robert Cecil, staatsman en minister van Elizabeth I en Jacobus I
- William Cecil, secretaris van Eduard VI en Maria I van Engeland en de belangrijkste adviseur van koningin Elizabeth I van Engeland, speelde een belangrijke rol in de berechting van koningin Maria I van Schotland
- Thomas Clarkson, tegenstander van de slavernij in Engeland, oprichter van de Abolitionisme-beweging
- Thomas Fairfax, een van de belangrijkste militaire leiders in de Engelse Burgeroorlog
- Philip Howard, heiligverklaarde edelman
- Robert Jenrick, minister voor de Conservative Party
- Giorgio La Malfa, Italiaans politicus
- Edward Russell (1e graaf van Orford), admiraal
- Thomas Sackville, staatsman en dichter
- Henry Robert Stewart, staatsman, diende als minister van Buitenlandse Zaken ten tijde van het Congres van Wenen, waarbij hij een voorstander was van de oprichting van het Verenigd Koninkrijk der Nederlanden als bufferstaat tegen Frankrijk
- Richard Trench,  Iers en Brits politicus die behoorde tot de Britse adel en ook tot de Nederlandse adel als Markies van Heusden
- William, prins van Wales, kroonprins van het Verenigd Koninkrijk
- Thomas Wriothesley (4e graaf van Southampton), vierde graaf van Southampton en de tweede graaf van Chichester
- William Wilberforce, parlementariër en tegenstander van de slavenhandel

Staatshoofden en regeringsleiders

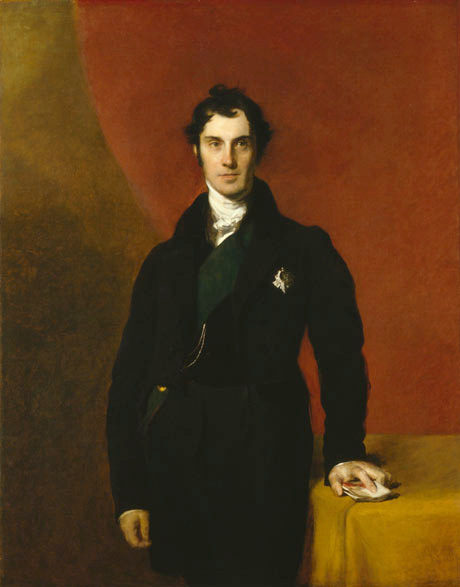
George Hamilton-Gordon
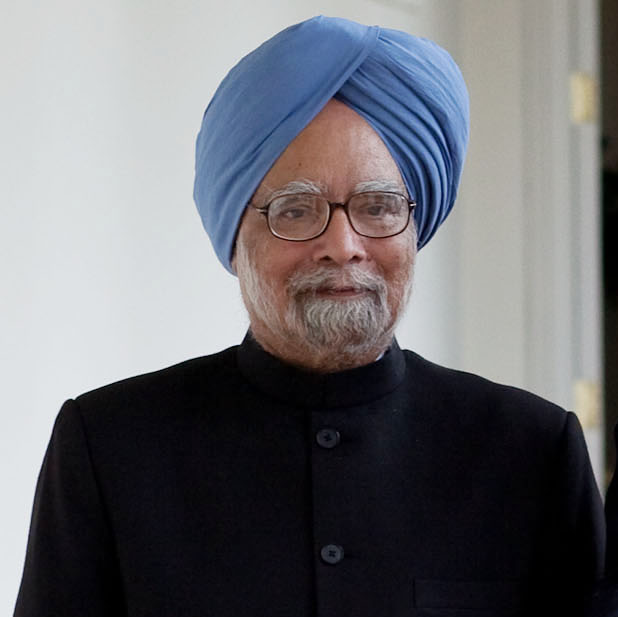
Manmohan Singh
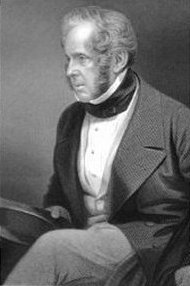
Henry John Temple (Lord Palmerston)

- Francis Bell, premier van Nieuw-Zeeland (1925)
- Walter Fleming Coutts, gouverneur van Oeganda
- Alfred Domett, premier van Nieuw-Zeeland (1862–1863)
- Fra’ Matthew Festing, 79e grootmeester van de Maltezer orde
- George Hamilton-Gordon, premier van het Verenigd Koninkrijk (1852–1855)
- Frederick John Robinson (Viscount Goderich), premier van het Verenigd Koninkrijk (1827–1828)
- Manmohan Singh, voormalig minister-president van India (2004-2014)
- Henry John Temple (Lord Palmerston), premier van het Verenigd Koninkrijk (1855–1858 & 1860–1865)
- Charles Watson-Wentworth, eerste minister van Groot-Brittannië (1765–1766)